# Alejandra Pradón
María Alejandra Pradón (Buenos Aires, 19 de mayo de 1966) es una ex-vedette, actriz y figura mediática argentina. Es ampliamente considerada como un símbolo sexual de la década del 90 en su país.

## Biografía
María Alejandra Pradón nació en Buenos Aires el 19 de mayo de 1966. Sobre sus primeros años relató Pradón misma: "A los cuatro años mi mamá nos dejó, mi papá trabajaba en el Correo Central todo el día y nos puso a mi hermana mayor y a mí en un colegio pupilo. A Pupe, mi hermana menor, la llevó a la casa de una tía nuestra que la crió. Él hizo lo que pudo. Un hombre solo con tres niñas, no le fue fácil. Yo crecí pupila en un colegio de monjas. No tengo muchos recuerdos de mi primera infancia. No lo sufrí porque no conocía otra cosa. Vivíamos alejadas de toda realidad. Cuando me hice señorita, no sabía ni que me pasaba, una compañera me explicó. Crecí con muchos miedos. En el colegio me decían que si le daba un beso a un chico quedaba embarazada. Yo era muy inocente y creía todo lo que me decían. En el colegio me llenaban de tareas, no tenía tiempo ni de pensar. Me enseñaban a cocer, a bordar, a tejer, a barrer, a limpiar, a rezar... Así estábamos las 24 hs. También era muy estudiosa, me estudiaba todo y sin que me obligaran. Mi papá nos retiraba cuando podía y no estaba de viaje por su trabajo. Igual siempre fue muy cariñoso y un amor con nosotras. En cuanto pudo nos sacó del colegio de monjas y nos llevó a vivir con una tía.  Al tiempo de estar en el colegio secundario, me pase a estudiar a la noche para poder ayudar a mi papá y a los 17 años ya estaba viajando por el mundo. Me vinieron a buscar de Venezuela para bailar en todos los Hoteles Sheraton con ‘Juan Carlos y Las Rumberas’. Mi vida cambió 360 grados, del colegio de monjas a los escenarios del mundo".
Comenzó su carrera en 1984, como parte del grupo de bailarinas que acompañaban al conjunto de flamenco pop «Juan Carlos y su Rumba Flamenca» (también conocido como Juan Carlos y Las Rumberas). Poco después hizo varias recordadas portadas y producciones de fotos para la versión argentina de la revista Playboy, al mismo tiempo que comenzó a participar de numerosas obras de teatro: trabajó con Jorge Corona, Antonio Gasalla, El Negro Álvarez, Tristán y Lucho Avilés, entre otros. Hacia fines de la década de 1980 tuvo sus primeras participaciones estables en televisión en el popular programa de chimentos "Indiscreciones" (conducido por Lucho Avilés) y el clásico humorístico El Mundo de Antonio Gasalla.
A principios de los años '90 tuvo apariciones en ciclos como La TV ataca y Videomatch, y además tuvo roles secundarios o de reparto en varias películas de comedia erótica o "Picarescas", generalmente protagonizadas por el cómico Tristán. Luego tuvo destacadas apariciones en ciclos televisivos de humor como Peor es nada (1990), Hora clavo (1993), Tres tristes tigres del trece (1996) y Gasalla (1999-2000, en Azul Televisión). En la década de 2000 posó en revistas como Paparazzi y Maxim.
En el 2004 se convirtió en uno de los primeros casos públicos de violencia de género y en un ejemplo de superación, tras caer desde el balcón de su departamento en un séptimo piso y estar meses en cama recuperándose de las lesiones provocadas en el hecho. La caída habría sido producto de discutir con su novio (Fabrizio Lallana) y, milagrosamente, salvó su vida. Así recordó Pradón ese momento: "peleábamos porque [su pareja de entonces] no trabajaba, me volvía loca de celos porque trabajaba en el teatro, con chicos musculosos, en vez de ayudarme actuaba como un nene y me hacía la vida imposible. Yo lo quería ayudar. Habíamos peleado en el balcón varias veces para no hacerlo en la calle... Y pasó lo peor. Hasta el día de hoy no recuerdo que pasó en el momento de la caída. Mi cola me salvó. Caí de cola y al tener 7 centímetros de músculos, es lo que me amortiguó. Si no hubiese tenido masa muscular me hubiera muerto. Lo que sí sé es que estaba desangrándome porque él me escondió, me subió en el ascensor parada y eso me rompió los vasos sanguíneos. Realmente estoy viva de milagro.  Todo lo que pasé, no tendría que haberlo pasado. Infinitas transfusiones, casi dos meses en terapia sin poderme operar. Hasta la extremaunción me dieron. Vino un sacerdote porque no creían que iba a sobrevivir. Meses en cama, en silla de ruedas... Estuve siete meses sin poder pararme, pisar, en cama absoluta, con corset, sin poder mover ni el cuello. Dormía con maquinas en las piernas... pero soy una convencida que todo pasa por algo y nunca baje los brazos, ni cuando los médicos no podían asegurarme si volvería a caminar o en el mejor de los casos a bailar y mi carrera se terminaba. Tuve mucha fuerza mental siempre. Sabía que de alguna forma, quedara como quedara, me iba a reinventar. Me decía a mi misma: “Yo voy a poder, yo voy a poder...” ¡y yo pude! Ese es el mensaje que quiero dejarle a la gente. Uno tiene que ponerse siempre en positivo, pese a todo. Si yo me hubiese quedado tirada en la cama sin hacer nada, no creo que estaría viva. Todo es como una prueba en la vida y hay que superarlas". Fabricio Lallana, exnovio de Alejandra Pradón, fue sobreseído unos meses después de la causa relacionada con la caída, en la que estaba imputado por el presunto “intento de homicidio” de su pareja. La jueza del caso consideró que Lallana no tuvo responsabilidad en la caída y que el accidente pudo haber sido causado por una pérdida del equilibrio o una alteración de la posición de la maceta sobre la cual estaba subida, por un resbalón o un vahído. Pradón siempre mantuvo en diferentes entrevistas que Lallana fue el responsable de su accidente.
Actualmente publica fotos íntimas y/o eróticas en su página de Cafecito.

## Vida personal
Al momento de darse la caída del año 2004 que casi le cuesta la vida extraoficialmente surgió un rumor según el cual la misma no había sido producto de un violento ataque por parte de su entonces pareja sino de un accidente, y que el mismo había sido en realidad desde un primer piso, donde Pradón supuestamente se encontraba en una fiesta sexual con jugadores de fútbol y de donde habría caído al intentar escapar de su pareja de aquel momento; lo cual nunca fue comprobado. Pradón, por su parte, desmintió que se encontraba “de fiesta” con el plantel de River Plate: “Eso es mentira, mis vecinos me aman y están indignadísimos con ese rumor. Me quisieron ensuciar”.
Entre sus romances y/o relaciones breves se encuentran famosos como Alejandro Fantino y Marcelo Tinelli. Dentro de las relaciones más largas se encuentran Guillermo Coppola, quien fue su pareja estable durante un par de años, y el dos veces Presidente de Argentina Carlos Saúl Menem, cuando gobernaba el país durante la primera mitad de la década de 1990. Pocos años después tuvo encuentros con el político y figura mediática Carlos Nair, hijo de Carlos Menem.

### Relación con Carlos Saúl Menem
Rememorando su relación con el expresidente, Pradón relató: "Carlos preguntó por mí a todos mis conocidos, quería conocerme. Hasta que un día Miguelito Romano me dijo que el presidente me invitaba a cenar y acepté sin ninguna otra intención. Yo sabía que varios artistas iban a cenar y pensé que era una cena más. Fuimos con Miguelito y la esposa, nada de a escondidas o trampa. Luego vinieron más cenas, hasta que se fue dando naturalmente. Carlos siempre fue un divino conmigo, un dulce, un gran seductor. Un seductor nato, hasta me llevaba el desayuno a la cama en la casa presidencial de Olivos. Un amor de persona, un caballero. Lo llamaba a Lucho Avilés, en plena época del programa Indiscreciones, y le decía: ‘Luchito cuidame a la nena’. Siempre fue muy protector. Pese a eso, nunca hubiese podido ser Primera Dama, yo tengo un espíritu muy libre. No hubiese aguantado ese rol, no me hubiese gustado".
La historia con el expresidente Menem no fue una más, ya que el -por entonces- mandatario colaboró para que se reencontrara con su madre, quien la había abandonado cuando ella tenía cuatro años de edad. Así relató Pradón la historia: "El me ayudo a buscar a mi mamá. Me ayudó con la investigación y el acercamiento. En esa época yo estaba buscando a mi madre, después de tantos años quería saber por qué nos había abandonado. Cuando la encontré tenía otro hombre y otra familia formada. Me fui hasta Córdoba, revolví cielo y tierra porque quería saber quién era, cómo era. Estuve 4 horas hablando con ella, preguntándole por qué como una nena de cinco años. La única explicación que me dio, me dijo que era muy chica, que se había casado muy joven y que su actual familia no sabía nada que ella tenía tres hijas de un matrimonio anterior. No hubo un solo gesto de cariño, ni me abrazó. Fue feo, un momento muy duro que hizo que amara mucho más a mi papá y todo lo que hizo por nosotros. Nunca más la vi, fue su decisión. Al año murió. Carlos Menem nunca supo de mi boca que me reencontré, ya no nos veíamos, pero es algo que siempre se lo voy a agradecer".

## Televisión
- 1984 a 1988: "Juan Carlos y sus Rumberas" (varios sketches)
- 1988 a 1990: "El mundo de Antonio Gasalla"
- 1990: "Peor es nada"
- 1990: "Hacelo por mi"
- 1991: "Ritmo de la noche"
- 1992 a 1995: "Indiscreciones"
- 1992 a 1997: "Los viejos pescados"
- 1993: "Risas y salsa"
- 1993: "Hora clavo"
- 1995: Poliladron
- 1996: "Tres tristes tigres del trece"
- 1998: "Rompeportones"
- 1999: "Totalmente"
- 1999: "De pe a pa" (Chile)
- 2000: "Gasalla"
- 2005: "Amor en custodia"
- 2006: "Transformaciones"
- 2006: "Bailando por un sueño 3"
- 2007: "Odisea, aventura Argentina: la era del hielo"
- 2010: "Duro de domar - Sketch: The Presta Show. Temporada 2"
- 2018: "Dr. Beauty (Ciudad Magazine)"
- 2019: "¿Quién quiere ser millonario?" (Participación especial)

## Cine/Videos
- 1988: Juan Carlos y su Rumba Flamenca (VHS)
- 1990: Peor es nada (VHS)
- 1992: Exterminators 4: Como hermanos gemelos
- 1994: Maestro de pala
- 2005: Videos + discos (videoclip) de Nerdkids
- 2023: A nadie le importa (videoclip) de Pochin - Junto a Marcelo Polino, Adriana Aguirre, Ricardo García, Naty Ná, Mathi Brea y Thiago Dumont.

## Teatro
- 1991: "Expertos en colitas" - Comedia en Teatro La Sombrilla de Villa Carlos Paz (Córdoba) junto a Carlos Rotundo, Divina Gloria y elenco.
- 1998: "Los viejos pescados" - En Villa Carlos Paz (Córdoba) junto a Fernando Pailos.
- 1995: "La noche de las pistolas frías" - Junto a Silvia Súller, Marixa Balli y María Fernanda Callejón.
- 1996: "El negro las prefiere rubias" - Teatro del Sol de Villa Carlos Paz (Córdoba) - Teatro Astros de Buenos Aires junto a El Negro Álvarez, Mimi Pons, Madeleine Reynal, Isabella Grohman, Boridi y cuerpo de baile.
- 1998: "El busto es nuestro" - Teatro Bar de Villa Carlos Paz (Córdoba) junto al trío Los Viejos Pescados.
- 2001: "Expedición Pradón" - Teatro ReFaSi junto a Marcelo Polino, Florencia de la V, Gladys Florimonte, Marcelo y Cirilo y elenco.
- 2001: "Lo cordobés pega más, pega más" - Teatro La Sombrilla de Villa Carlos Paz, Córdoba, junto a Carlos Rotundo, Sapo Cativa, Carolina Guerrero y elenco.
- 2002: "Se dice de mi!!!" - Teatro Tronador junto a Marcelo Polino y Carlos García.
- 2002: "Reíte país" - Teatro Lido de Mar del Plata junto a Jorge Corona, Tristán, Mónica Ayos, Gladys Florimonte y Rafael Cini.
- 2003: "Humor gitano" - Teatro del Cielo de Villa Carlos Paz junto a Marcelo Polino, Ethel Rojo, René Beltrand y Fabricio Lallana.
- 2003: "La corte suprema de la risa" - Villa Carlos Paz (Córdoba) junto a Tristán, Juan Acosta, Claudia Albertario, Mudo Esperanza, Sabrina Pettinatto y Lía Salgado.
- 2005: "Show en Perú" - Junto a Zulma Jadra y Josefina Borys.
- 2005: "La reina del amor" - Teatro Concert junto a Claudio Aval y elenco.
- 2007: "Show Musical en Resto" - Disco Zen de Villa Carlos Paz (Córdoba) - Unipersonal junto a bailarines.
- 2007: "Más locas que una vaca" - Gira por el interior del país junto a Tristán, Natalia Fava, Ricardo Morán, El Mono Amuchastegui, Pequeña Pé, Griselda Rojas, Tamara Alvez y Mía Arreta.
- 2008: "Carnaval uruguayo" - Junto a Los Paseanderos.
- 2008: "Alejandra Pradón y su Grupo Algazara" - Presentación en Sunset y otros boliches junto a Silvia Fleitas, Gliceria Ibarra, Sabrina Sanz y Wolney Couto (El negro Ney) .
- 2009: "Alejandra Pradón show" - Presentación en boliches junto a Wolney Couto (El Negro Ney).
- 2012: "Carnaval de Guaminí" - Junto a Pablo Ruiz.